# Bosquerola zebrada
La bosquerola zebrada (Mniotilta varia) és una espècie d'ocell de la família dels parúlids (Parulidae) i única espècie del gènere Mniotilta. Habita boscos d'Amèrica del Nord, des del nord-est de la Colúmbia Britànica i nord d'Alberta, cap a l'est, a través del centre i sud del Canadà fins a Terranova i cap al sud a la llarga de la part de la meitat oriental dels Estats Units. Passa l'hivern més al sud, a Mèxic, Florida, Antilles, Amèrica Central i nord de Sud-amèrica.

## Descripció
Els adults fan entre 11,5 i 12,5 cm de longitud. És un ocell amb ratlles negres i blanques, hi ha variacions en el plomatge quant a sexe, edat i època de l'any. El plomatge reproductiu del mascle té el pili negre amb una àmplia ratlla blanca al mig. La cella, l'anell ocular i la zona malar són blanques, fent contrast amb els auriculars, la brida i la gola, que són de color negre. El coll, el clatell i l'esquena estan ratllats de blanc i negre. La cua i les ales són negres amb algunes taques blanques a les parts distals, i a cada ala hi té dues barres blanques. El pit és blanc, amb ratlles negres als costats, i el ventre és blanc.
En època no reproductiva, els mascles tenen la gola i les parts ventrals blanques, amb algunes ratlles negres als costats de la gola i el pit. Els auriculars són negres, més clars que a l'època reproductiva.
Les femelles són similars als mascles en època no reproductiva, però amb els auriculars encara més clars i un ratllat menor a la gola i el pit.
Els joves són similars a les femelles però amb les parts ventrals amb cert tint color davant.

## Distribució i hàbitat
La bosquerola zebrada és un ocell migrador que nia en una vasta zona d'Amèrica del Nord, des de la conca del riu Mackenzie fins a Terranova, al Canadà; la regió dels Grans Llacs, i des de Nova Anglaterra fins a Texas, incloent els Apalatxes. A l'hivern migra al sud-est dels Estats Units (la Florida, sud de Texas), a Mèxic (incloent-hi el sud de la península de Baixa Califòrnia), les Antilles, Amèrica Central i el nord-oest d'Amèrica del Sud (Equador, Colòmbia i Veneçuela)).
Habita en boscos, arbredes i al sotabosc. Enfilat als troncs i branques dels arbres on troba el seu aliment.
El seu cant és un agut spik repetit ràpidament en una llarga sèrie.
A l'Europa continental, només es té constància de dues cites: la primera el 23/9/2020 a Grødalandskogen, Rogaland, Noruega i la segona des de finals de febrer del 2022 fins, ara per ara, el mes d'abril a Sant Joan de Mediona.